# Adolfo Tejera
Adolfo Tejera (* 14. Juni 1910 oder 19. Juni 1910 in Molles de Timote, Departamento Florida; † 1991 (vor dem 26. Februar)) war ein uruguayischer Politiker und Journalist.
Adolfo Tejera gründete die beiden im Departamento Florida ansässigen Zeitungen La Democracia und Jornadas, bei denen er auch jeweils als Direktor fungierte. Zudem war er Redakteur der Tageszeitung La democracia en el mundo und fungierte seit 1940 als politischer Redakteur bei El Plata. Auch war er schriftstellerisch tätig und verfasste die Bücher Perfil del ciudadano, Retrato de un ciudadano, Un problema político, Trece rumbos en la sombra und Abajo se vive mal.
Tejera hatte für die Partido Nacional Independiente (PNI), deren letzter Vorsitzender vor der Wiedervereinigung er später auch war, in der 34. Legislaturperiode ab dem 15. Februar 1943 als Repräsentant des Departamentos Florida ein Titularmandat als Abgeordneter in der Cámara de Representantes inne. In der 35. Legislaturperiode übte er das Amt, dem Sublema Instituciones Democráticas-97 der PNI zugehörig, bis zum 14. Februar 1951 als Vertreter des Departamentos Montevideo aus. Er vertrat Montevideo erneut, dieses Mal aber der Partido Nacional (PN) zugehörig, in der 37. Wahlperiode vom 15. Februar 1955 bis zum 14. Februar 1959.
In der 39. Legislaturperiode saß er als gewählter Senator dem Sublema Unión Blanca Democrática der PN angehörend, vom 20. Februar 1963 bis zum 27. Januar 1964 und vom 1. April 1964 bis zum 12. Juni 1964 in der Cámara de Senadores. Vom 16. Juni 1964 bis zum 16. Dezember 1965 war Tejera Innenminister von Uruguay, ehe er seinen Sitz im Senat erneut vom 21. Dezember 1965 bis zum 5. Dezember 1972 einnahm.

## Zeitraum seiner Parlamentszugehörigkeit
- 15. Februar 1943 bis 14. Februar 1947 (Cámara de Representantes, 34. Legislaturperiode (LP))
- 15. Februar 1947 bis 14. Februar 1951 (Cámara de Representantes, 35. LP)
- 15. Februar 1955 bis 14. Februar 1959 (Cámara de Representantes, 37. LP)
- 20. Februar 1963 bis 27. Januar 1964
- 1. April 1964 bis 12. Juni 1964
- 21. Dezember 1965 bis 5. Dezember 1972 (jeweils: Cámara de Senadores, 39. LP)